# 尼皮辛湖
46°17′N 80°00′W / 46.283°N 80.000°W

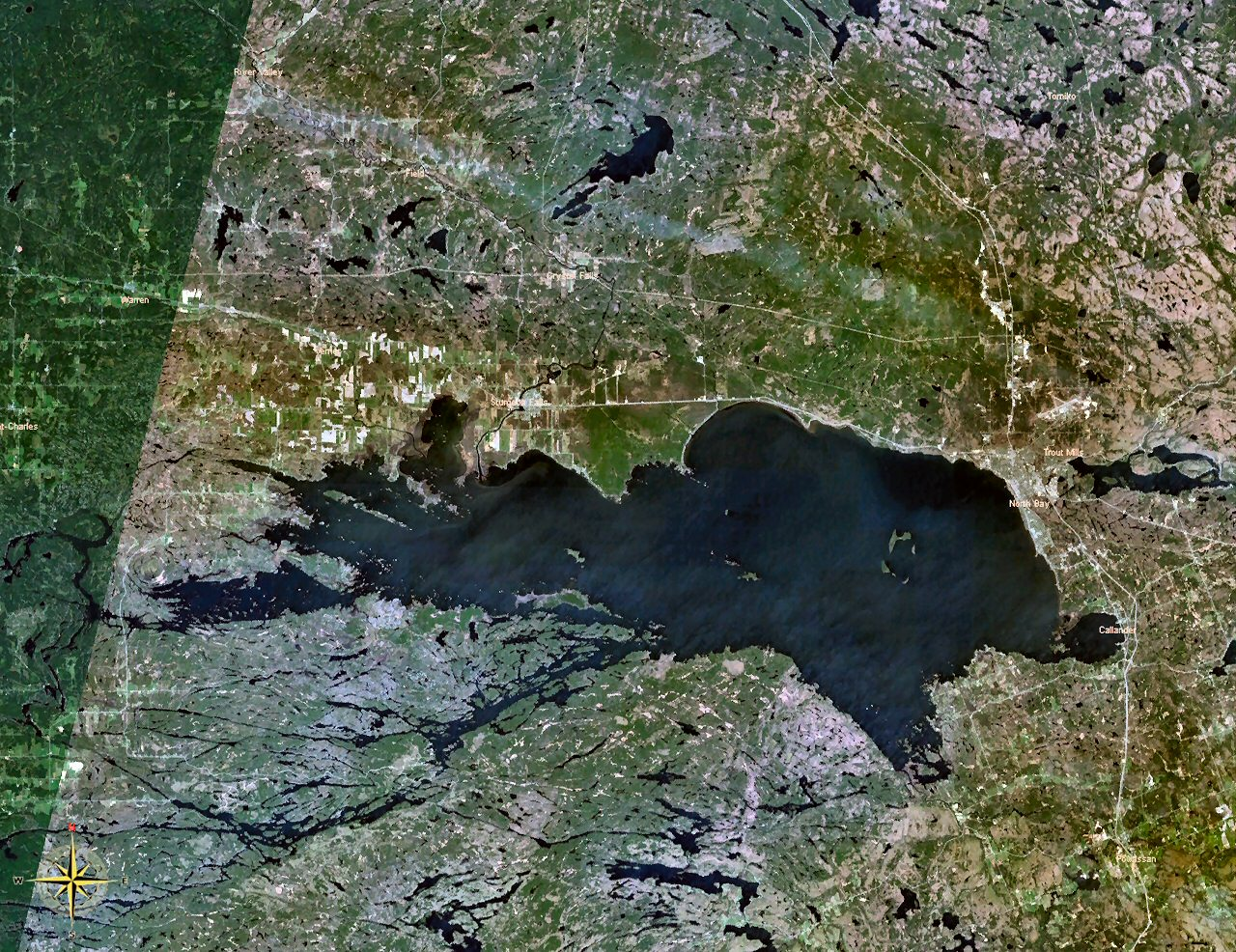

尼皮辛湖是加拿大的湖泊，由安大略省負責管轄，長65（40英里）、寬25（16英里），面積873平方（337平方英里），集水區面積12,173平方（4,700平方英里），海拔高度196（643英尺），平均水深4.5（15英尺），最大水深52（171英尺），蓄水量3.8立方（0.91立方英里）。